# Alexandru Stan
Alexandru Constantin Stan (Bucarest, 7 febbraio 1989) è un calciatore rumeno, centrocampista del Rapid Buzescu.

## Caratteristiche tecniche
È un esterno sinistro.

## Palmarès
- Campionato rumeno: 1

Astra Giurgiu: 2015-2016
- Supercoppa di Romania: 1

Astra Giurgiu: 2016
- Coppa di Romania: 1

FCSB: 2019-2020